# Geita
Geita é um dos oito distritos da região de Geita na Tanzânia. Sua população é de 712.195 habitantes (2002).